# Krauss Typ IVv
Die schmalspurigen Dampflokomotiven Typ IVv wurden von Krauss & Co. in München 1882–1883 in zehn Exemplaren mit den Fabriknummern 1114–1123 in unterschiedlichen Spurweiten hergestellt.
Die ehemalige Lokomotive Zuckerfabrik Wierschoslawice 1 mit der Fabriknummer 1120, die bis 1941 bei der Zuckerfabrik Wierschoslawice und danach bei der Cukrownia Tuczno mit der Bezeichnung CT 8 in Polen lief, ist als Exponat im Eisenbahnmuseum Sochaczew erhalten.

## Geschichte

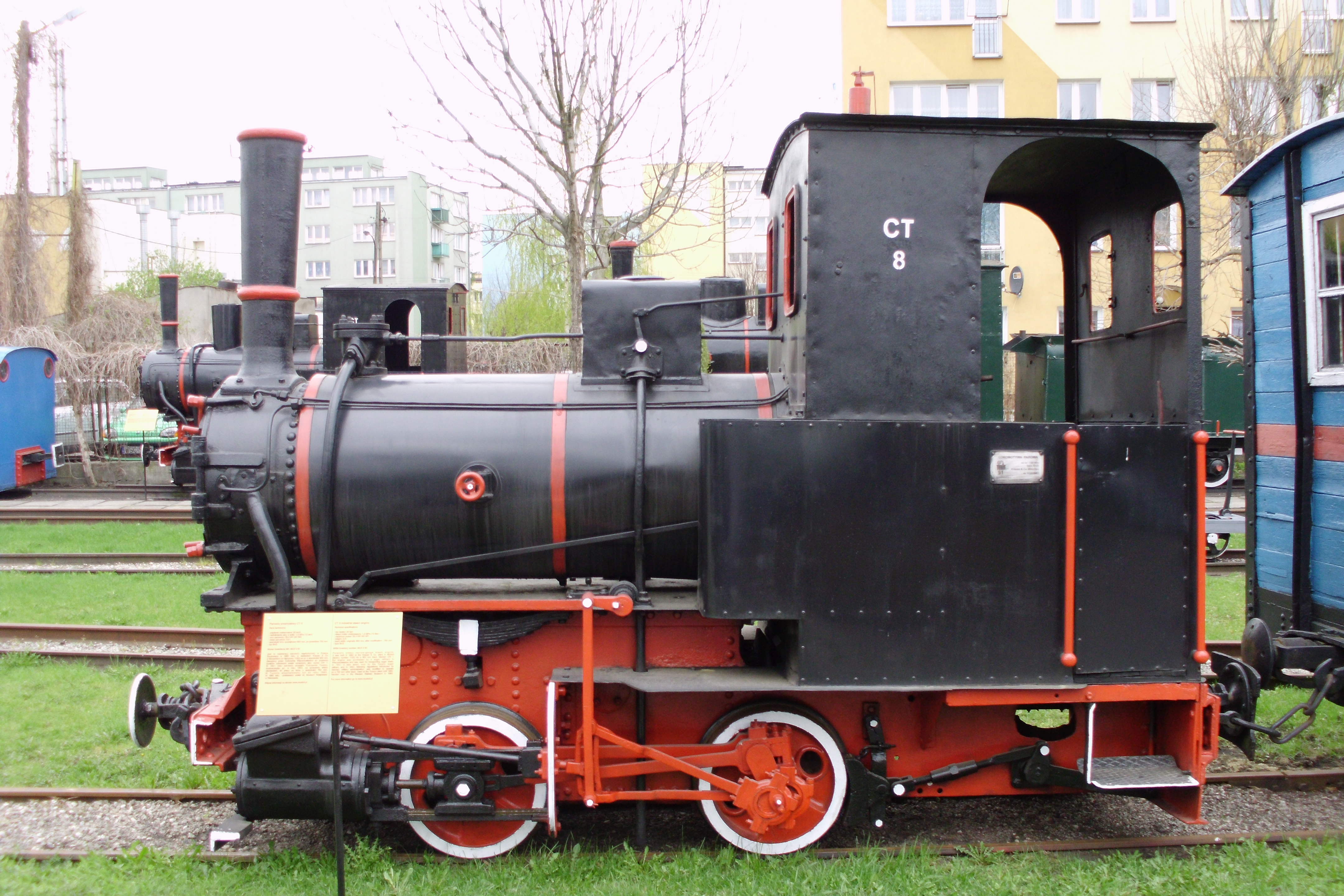
Lokomotive Krauss 1120, Seitenansicht

So wurden folgenden Lokomotiven gebaut:
für 750 mm:
- mit der der Fabriknummer 1114 eine Lokomotive für die Gewerkschaft Mansfeld,[1]

und für 790 mm:
- für die Lokalbahn Přívoz–Mährisch Ostrau–Witkowitz zwei Lokomotiven mit den Fabriknummern 1115 und 1123[1]
- und weitere Lokomotiven in den Spurweiten 780 mm, 620 mm und 800 mm.[1]

Für die Zuckerfabrik in Wierschoslawice kaufte die Gesellschaft eine Dampflokomotive der Spurweite von 900 mm und der Fabriknummer 1120, die die Nummer 1 erhielt.
Die Lokomotive hatte eine Leistung von 40 PS. Die angegebenen technischen Daten entsprechen denen der Lok mit der Fabriknummer 1120. Ihre Vorräte an Wasser und Kohle waren gering bemessen, sodass sich ihr Einsatzbereich in Grenzen hielt. Bei längeren Fahrten benötigte sie einen Wagen mit Kohle und einem Wassertank. Nach Anschaffung weiterer Lokomotiven mit größeren Vorräten wurde die 1 nur noch im Rangierdienst im Bereich der Zuckerfabrik eingesetzt.
Nach 25 Einsatzjahren wurde ein Kesselwechsel erforderlich, weil der Orignialkessel stark korrodierte Bleche besaß und die Betriebssicherheit nicht mehr gewährleistet werden konnte. Dieser wurde 1907 bei der Lokomotivfabrik Zobel in Bromberg mit der Fabriknummer 701 eingebaut.
Die Lok wurde bis zur Stilllegung der Zuckerfabrik im Jahr 1941 verwendet. Danach kam sie zur nur wenige Kilometer entfernten Zuckerfabrik im heutigen Tuczno, die ebenfalls über ein umfangreiches Netz der Zuckerrübenbahnen mit der Spurweite 900 mm verfügte. Während des Krieges wurde von den deutschen Besatzern das gesamte Gleisnetz und der gesamte Fahrzeugpark der Zuckerrübenbahn auf die Spurweite von 750 mm umgespurt. In Verbindung damit erhielten die  Fahrzeuge auch eine vereinheitlichte Zug- und Stoßeinrichtung in Form einer Balancierhebelkupplung. Die Lokomotive erhielt in Tuczno die Bezeichnung CT 8. Niedrigere Nummern waren an kräftigere und modernere Dampfloks vergeben.
Die Lokomotive wurde hauptsächlich in der Werkstatt der Zuckerfabrik repariert. Nach 1950 wurden diese im Zakłady Naprawcze Taboru Kolejowego (ZNTK) ausgeführt, bei der CT 8 geschah dies 1955. Im Jahr 1963 war wieder eine Hauptausbesserung fällig. Die Zuckerrübenbahn stellte stattdessen die Lokomotive ab. In den 1970er Jahren interessierte sich das Eisenbahnmuseum Warschau für die Lokomotive. Nach mehrjährigen Verhandlungen kam es im Jahr 1985 zur Übernahme der Lok. Sie ist heute als Exponat im Eisenbahnmuseum in Sochaczew erhalten (2023).

## Konstruktion

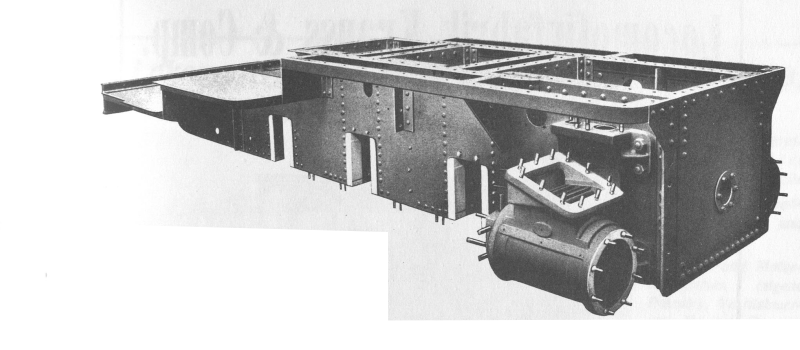
Ansicht eines Wasserkastenrahmens von Krauss-Lokomotiven

Die Lokomotive ist eine der ältesten in Polen erhalten Dampflokomotiven und weist viele Konstruktionsmerkmale des 19. Jahrhunderts auf. Außerdem ist sie die einzige erhaltene Lokomotive der Typenreihe IVv.
Der Blechrahmen mit einer Blechstärke von 10 mm ist als Wasserkastenrahmen ausgebildet. Neben dem Kessel sitzen zwei Kästen, die zur Bunkerung des Kohlenvorrates dienten. Als Pufferbohle sind vorn und hinten kräftige Träger vorhanden, die die Balancierhebelkupplung tragen. Im Rahmen sind die beiden Antriebsachsen fest gelagert, die erste Achse ist mit Blattfedern oberhalb der Achslager abgefedert. Die Antriebsräder sind Vollscheibenräder mit runden Öffnungen, durch die die Achslager geschmiert werden können.
Der gewalzte Flammrohrkessel der Ursprungsausführung wurde 1907 durch einen Ersatzkessel mit der Seriennummer 701 ersetzt. Die ursprünglich kupferne Feuerbüchse wurde nach dem Zweiten Weltkrieg durch eine stählerne ersetzt. Der Kessel ohne Dampfdom besteht aus zwei Schüssen. Auf dem ersten Schuss sitzt der Regler, der durch ein Gestänge, das vom Führerstand durch den Sandkasten mittig hindurch geht, bedient wurde. Auf dessen Haube waren zwei Sicherheitsventile mit Druckfedern angebracht. Die Rohre vom Regler zur Dampfmaschine verlaufen außerhalb des Kessels. Auf dem zweiten Kesselschuss sitzt der Sanddom, von dem ein Sandfallrohr zwischen die erste und zweite Achse herabführt und mit Handbedienung gesandet wurde. Die Rauchkammer besitzt einen runden Verschluss und eine einfache Halterung auf dem Lokrahmen. Gespeist wurde der Kessel durch zwei Injektoren Bauart Schau mit einer Förderleistung von 40 l/min. Die Lokomotive besitzt noch Armaturen aus dem 19. Jahrhundert wie etwa den Wasserstandsanzeiger. Die beiden horizontal angeordneten Zylinder mit schräg geführten Flachschiebern treiben über eine Stephenson-Steuerung die zweite Achse an, der Kreuzkopf wurde zweischienig auf der Gleitbahn geführt. Jeder Zylinder besaß zwei Entwässerungsventile.
Die einfache Hebelhandbremse wirkte lediglich auf die zweite Achse. Der Bedienhebel saß auf der hinteren Seite des Führerhauses. Die Lokomotive war mit Petroleumbeleuchtung versehen und mit einer Handglocke ausgerüstet. Auf dem Führerhaus sitzt eine Dampfpfeife. Zum Befüllen mit Wasser ist beidseitig auf dem Umlauf ein mit dem Wasserrahmen verbundener Stutzen vorhanden, in den ein Schlauch gesteckt werden konnte.